# Saint-Gilles (Manche)
Saint-Gilles és un municipi francès situat al departament de la Manche i a la regió de Normandia. L'any 2007 tenia 880 habitants.

## Demografia

### Població
El 2007 la població de fet de Saint-Gilles era de 880 persones. Hi havia 328 famílies de les quals 51 eren unipersonals (17 homes vivint sols i 34 dones vivint soles), 115 parelles sense fills, 128 parelles amb fills i 34 famílies monoparentals amb fills.
La població ha evolucionat segons el següent gràfic:
Habitants censats

### Habitatges
El 2007 hi havia 356 habitatges, 335 eren l'habitatge principal de la família, 7 eren segones residències i 14 estaven desocupats. 340 eren cases i 12 eren apartaments. Dels 335 habitatges principals, 255 estaven ocupats pels seus propietaris, 79 estaven llogats i ocupats pels llogaters i 1 estava cedit a títol gratuït; 11 tenien dues cambres, 35 en tenien tres, 81 en tenien quatre i 209 en tenien cinc o més. 318 habitatges disposaven pel capbaix d'una plaça de pàrquing. A 139 habitatges hi havia un automòbil i a 186 n'hi havia dos o més.

### Piràmide de població
La piràmide de població per edats i sexe el 2009 era:
| Homes | Edats   | Dones |
| ----- | ------- | ----- |
| 0     | 95 o +  | 0     |
| 0     | 90 a 94 | 4     |
| 4     | 85 a 89 | 0     |
| 0     | 80 a 84 | 4     |
| 4     | 75 a 79 | 4     |
| 20    | 70 a 74 | 24    |
| 16    | 65 a 69 | 12    |
| 12    | 60 a 64 | 16    |
| 16    | 55 a 59 | 16    |
| 28    | 50 a 54 | 28    |
| 32    | 45 a 49 | 28    |
| 44    | 40 a 44 | 60    |
| 48    | 35 a 39 | 24    |
| 24    | 30 a 34 | 24    |
| 20    | 25 a 29 | 32    |
| 20    | 20 a 24 | 32    |
| 32    | 15 a 19 | 36    |
| 36    | 10 a 14 | 36    |
| 16    | 5 a 9   | 28    |
| 28    | 0 a 4   | 24    |

## Economia
El 2007 la població en edat de treballar era de 588 persones, 450 eren actives i 138 eren inactives. De les 450 persones actives 427 estaven ocupades (221 homes i 206 dones) i 23 estaven aturades (11 homes i 12 dones). De les 138 persones inactives 63 estaven jubilades, 56 estaven estudiant i 19 estaven classificades com a «altres inactius».

### Ingressos
El 2009 a Saint-Gilles hi havia 339 unitats fiscals que integraven 883,5 persones, la mediana anual d'ingressos fiscals per persona era de 19.379 €.

### Activitats econòmiques
Dels 38 establiments que hi havia el 2007, 1 era d'una empresa extractiva, 1 d'una empresa alimentària, 6 d'empreses de construcció, 12 d'empreses de comerç i reparació d'automòbils, 1 d'una empresa d'hostatgeria i restauració, 1 d'una empresa financera, 2 d'empreses immobiliàries, 4 d'empreses de serveis, 4 d'entitats de l'administració pública i 6 d'empreses classificades com a «altres activitats de serveis».
Dels 10 establiments de servei als particulars que hi havia el 2009, 1 era un taller d'inspecció tècnica de vehicles, 1 guixaire pintor, 2 fusteries, 1 lampisteria, 1 empresa de construcció, 3 perruqueries i 1 saló de bellesa.
Dels 2 establiments comercials que hi havia el 2009, 1 era un supermercat i 1 una botiga de menys de 120 m².
L'any 2000 a Saint-Gilles hi havia 16 explotacions agrícoles que ocupaven un total de 616 hectàrees.

## Equipaments sanitaris i escolars
El 2009 hi havia una escola elemental.

## Poblacions més properes
El següent diagrama mostra les poblacions més properes.